# Мистер Простак
«Мистер Простак» (англ. Mr. Soft Touch) — фильм нуар режиссёров Гордона Дугласа и Генри Левина, который вышел на экраны в 1949 году.
Фильм рассказывает о ветеране войны Джо Миракле (Гленн Форд), который, вернувшись домой, обнаруживает, что принадлежавшим ему ночным клубом завладели гангстеры, а его партнёр убит. Джо грабит свой бывший клуб, забирая столько денег, сколько, по его мнению, должен был получить за его продажу. После этого он вынужден скрываться от гангстеров, находя приют в Центре социального обслуживания, которым руководит милая Дженни Джонс (Эвелин Кейс). Жизнь Джо приобретает новый поворот, и в итоге он разрывается между необходимостью противостоять гангстерам и своими романтическими чувствами к Дженни, под влиянием которой в нём пробуждается желание сделать для социального центра что-либо хорошее.
После выхода на экраны фильме не привлёк к себе внимания критики. Современные историки кино отмечают причудливое соединение в этой картине жанров фильм нуар и рождественской романтической сказки, а также хорошую игру Форда и Кейс в главных ролях.

## Сюжет
В Сан-Франциско накануне Рождества Джо Миракл (Гленн Форд) на машине пытается оторваться от бандитов, которые гонятся за ним. Несколько минут назад Джо украл 100 тысяч долларов из клуба «Ривер», принадлежавшего ему перед тем, как он пошёл служить в армию во время Второй мировой войны. Успев проскочить по разводному мосту, Джо уходит от преследователей, после чего на стоянке автосалона бросает машину, которую угнал от клуба, а деньги прячет в уличном мусорном баке. Спрятавшись в укромном месте, Джо ждёт, когда бандиты прекратят его поиски, а затем забирает деньги. Джо приезжает к своему другу и брату своего убитого партнёра Лео, композитору Виктору Кристоферу (Рэй Мейер), который живёт с женой Кларой (Анджела Кларк). Как и просил Джо, Клара купила ему билет на ближайший пароход из Сан-Франциско, который отплывает в Иокогаму следующим вечером. Виктор рассказывает Джо, что Лео бесследно исчез после того, как отказался продавать клуб «Ривер» мафиозному синдикату. Тем временем по радио журналист Генри «Эрли» Бёрд (Джон Айрленд) передаёт сообщение о сегодняшнем ограблении клуба «Ривер», которое прямо среди рабочего дня предположительно совершил его бывший владелец, узнавший о том, что клубом завладели бандиты. Так как до отхода корабля остаётся 36 часов, Джо надо срочно придумать, где можно было бы спрятаться на это время. Неожиданно в дверь к Кристоферам звонит полиция, после чего Виктор прячется в соседней комнате, а Джо держит наготове оружие. Однако выясняется, что полиция пришла не за Джо, а к Виктору, который известен своим шумным поведением и громкой игрой на музыкальных инструментах, что раздражает его соседей. На этот раз полиция пришла по вызову соседей, чтобы отобрать у Виктора колокольчик, в который тот звонил весь вечер, мешая спать. Полицейские принимают Джо за Виктора, который спрятался в соседней комнате, и собираются забрать его в полицейский участок. Однако в тот момент, когда Джо уже выводят из квартиры, неожиданно появляется директор Центра социальной помощи Дженни Джонс (Эвелин Кейс). Она уговаривает полицейских не задерживать Джо, обещая взять его под свою опеку, и договаривается с ним о встрече в Центре на следующее утро. Между тем, когда полиция и Дженни уходят, Джо вдруг понимает, что самым безопасным для него было бы провести ночь в участке, и начинает громко звонить в колокольчик, после чего полицейские возвращаются и уводят его в суд для оформления задержания. Однако в суде вновь появляется Дженни, уговаривая судью отдать Джо ей на поруки, после чего ведёт его в свой Социальный центр. Всё ещё думая, что Джо является безработным музыкантом Виктором Кристофером, который бьёт жену, Дженни оформляет его в Центре. Она выделяет ему койку в общей палате и поручает заняться развешиванием гирлянд к предстоящему рождественскому празднику в спортивном зале. Освоившись на новом месте, Джо звонит Кларе с просьбой принести ему его «вещи». Когда Джо развешивает гирлянды, к нему подходит юный парень из Центра, предлагая сделать ставку на лошадь на скачках. Джо понимает, что мальчик его разводит, однако даёт ему доллар, после чего мальчик сообщает трём подросткам, что в их Центре завёлся мистер Простак, которого легко обмануть. Подростки получают у Дженни 14 долларов на покупку рождественской ели, после чего предлагают Джо сыграть в кости. Однако Джо быстро выигрывает у них все 14 долларов. Подобрав в центре газету, Джо читает заметку Бёрда, в которой говорится о том, что 100 тысяч долларов из клуба «Ривер» украл его бывший владелец Джо Миракл, которого никак нельзя назвать грабителем. И что интересно, пострадавшая сторона не сообщила об ограблении в полицию. Хотя подростки просят Джо вернуть 14 долларов, вместо этого Джо анонимно вносит деньги в организованный Дженни благотворительный фонд. Джо звонит Виктору, однако того уже связали бандиты из «Ривера» во главе с Рейни (Тед де Корсия). Тем не менее Клара всё-таки успела вынести деньги и пистолет из квартиры, и привезла их Джо, который отблагодарил её приличной суммой из похищенного. После её ухода Джо продолжает развешивать гирлянды, пряча деньги под потолком в спортивном зале. Тем временем, оставшись без денег, подростки спиливают дерево в муниципальном парке, за что их задерживает полиция, доставляя в Центр, где Дженни удаётся уговорить полицейских отпустить парней. Наблюдая за этой сценой сквозь окно, Джо теряет равновесие и падает с лестницы на старое пианино, которое от удара разваливается. Узнав, что Джо выиграл деньги на ель у подростков, а теперь ещё и сломал пианино, Дженни говорит ему, что он приносит слишком много проблем. Она просит Джо покинуть Центр, однако, зайдя в свой кабинет, понимает, что Джо внёс выигранные им у подростков деньги в благотворительный фонд.
Между тем Джо направляется в расположенный напротив магазин пианино, который, как объяснили ему мальчишки из Центра, является прикрытием для нелегального казино. Делая вид, что он представляет прокуратуру, Джо вызывает директора магазина, угрожая ему жёсткой проверкой. Когда директор предлагает договориться, Джо требует от него бесплатно поставить самое лучшее пианино в социальный центр, на что директор с готовностью соглашается. Бёрд, который следит за нелегальным казино, замечает Джо и незаметно следует за ним. Вернувшись в Центр, Джо помогает Дженни украшать спортивный зал, одновременно делая ей несколько комплиментов и советуя побольше улыбаться. В этот момент в Центр доставляют отличное пианино, и Дженни догадывается, чьих рук это дело. Джо объясняет ей, что просто преподал подросткам небольшой урок, как не следует обращаться с деньгами. На ночь Джо отправляется спать в свою палату, где ему достаётся сломанная койка, дырявый матрас, в который он прячет пистолет, и рваное одеяло. Тем временем в поисках Джо к Дженни приходит Бёрд. По его описанию Дженни догадывается, что он интересуется человеком, которого она знает как Виктора, однако не говорит об этом Бёрду. Тем временем, пока Джо умывается, уборщик Центра находит в его кровати пистолет, который относит Дженни, и она прячет его в свой сейф. На следующее утро Джо отправляется в город по делам, после чего приходит на приём к Дженни. Она говорит, что теперь ей известно, кто он такой на самом деле, и просит его покинуть Центр. Когда Джо отвечает ей, что у неё всё слишком благополучно и она не знала горя, Дженни говорит, что в детстве ей тоже сильно доставалось от отца, после чего она перестала улыбаться. В этот момент в Центр прибывают перевозчики грузов, доставляя спальное бельё, полотенца и одеяла из крупной городской гостиницы, а следом прибывают и новые ванны. Как говорят перевозчики, кто-то надавил на директора гостиницы, и тот решил пожертвовать всё это Центру. Джо приходит в палату, чтобы собрать вещи, замечая, что его пистолет пропал. В этот момент в палате появляется Бёрд, который рассказывает Джо, что его партнёра убили бандиты из синдиката. Они засунули Лео в камнедробилку, когда тот отказался продавать клуб без согласия Джо, служившего в тот момент в армии. Теперь они ищут Джо, чтобы забрать похищенные деньги. Бёрд собирается написать об этом историю и таким образом вывести синдикат на чистую воду, однако Джо не хочет с ним говорить и выгоняет журналиста.
Перед тем, как покинуть Центр, Джо достаёт свои деньги, а затем догоняет Дженни на улице, провожая её домой. Увидев их из своего укрытия, Бёрд немедленно звонит по телефону. Дженни и Джо навещают семью пожилого бедного поляка, которому Дженни передаёт вещи из благотворительного фонда и помогает его жене кормить малыша. Джо пытается уговорить Дженни уехать вместе с ним, однако она оказывается, говоря, что не может бросить свои дела. При этом она выражает надежду, что Джо вернётся. Тем временем бандиты, под пытками заставив Клару выдать адрес, где скрывается Джо, направляются в Центр. Выйдя на улицу, Джо видит подъезжающую группу грангстеров, после чего вместе с Дженни, снова скрывается внутри дома. Оставшись в подъезде наедине, они признаются друг другу в любви и целуются. После этого Джо успевает спрятать Дженни на лестнице, а сам сдаётся бандитам, и Бёрд наблюдает за тем, как они сажают его в свою машину. Там бандиты во главе с Рейни требуют вернуть украденные деньги, однако Джо отвечает, что спрятал их в Центре. Рейни угрожает разнести весь Центр, после чего Джо соглашается пойти с одним из подручных Рейни, чтобы забрать деньги. Когда они заходят в мужскую палату, за дверью оказывается Бёрд, который бьёт бандита по голове, лишая его сознания. Джо забирает у бандита револьвер, однако в этот момент они замечают, что Центр окружён гангстерами. Бёрд предлагает Джо выбраться из Центра, вызвав полицию, в обмен требуя, чтобы тот назвал имя, того, кто крышует игорный бизнес. Джо бьёт его и отбрасывает в сторону, после чего убегает по пожарной лестнице. Он пробирается в кабинет Дженни, чтобы позвонить, однако телефон не работает. Джо забирает деньги, однако Дженни просит отдать их бандитам и тем самым не дать пострадать детям. Джо говорит, что деньги по праву принадлежат ему, однако ради любви к ней готов от них отказаться. В этот момент в спортивном зале начинается пожар, и все выбегают из Центра на улицу. Джо берёт на руки ребёнка, пряча у него под одеждой деньги, и выносит его на улицу. Подошедшим бандитам Джо заявляет, что не успел забрать деньги, однако в этот момент ребёнок достаёт деньги из-под одежды и рассыпает их на асфальте. Они бьют Джо и забирают деньги.
Когда Джо приходит в себя, пожар уже потушен, однако Центр очень сильно пострадал. Встретив в одной из обгоревших комнат Дженни, Джо обещает ей всё исправить и уходит. Джо приезжает к клубу «Ривер», проникая внутрь известным ему тайным путём по подземным коммуникациям. Он пробирается к кабинету Бирни Тинера (Роман Бонен), который является главарём банды и ныне управляет клубом. Угрожая оружием, Джо бьёт Тинера, заставляя того открыть сейф и отдать ему деньги. Джо с сумкой уходит, однако бандиты бросаются за ним в погоню. Добравшись до центра города, Джо покупает у одного из уличных Санта-Клаусов его костюм и переодевается в него, что позволяет ему преодолеть полицейское оцепление. Тем временем в сгоревшем Центре проходит собрание, на котором Дженни выступает со страстной речью о том, что они продолжат своё дело, после чего начинает собирать пожертвования на строительство нового Центра. Хотя бандиты контролируют все входы в Центр в поисках Джо, тот подъезжает в компании четырёх других Санта-Клаусов с мешками за спиной, и бандиты пропускают их в здание. Проникнув внутрь, Джо раздаёт рождественские подарки, а все свои деньги незаметно кладёт в копилку для сбора средств на строительство нового Центра. Когда Джо уже выходит на улицу, Дженни, догадавшись, что деньги поступили от него, бежит к нему, называя по имени. Услышав имя Джо, бандит стреляет ему в спину, после чего раненый Джо падает на асфальт. Дженни подбегает к нему и приподнимает его на руках. Джо просит вытащить его из канавы, затем они обнимаются и целуются. Джо шутит, что они выбрали очень странное место для свидания.

## В ролях
- Гленн Форд — Джо Мирикл
- Эвелин Кейс — Дженни Джонс
- Джон Айрленд — Генри «Эрли» Бёрд
- Бьюла Бонди — Клара Хангейл
- Перси Килбрайд — Рикл
- Клара Блэндик — Сьюзен Бэлмасс
- Тед де Корсия — Рейни
- Стэнли Клементс — Йонзи
- Роман Бонен — Барни Тинер
- Гарри Шэннон — сержант полиции Гарретт
- Олин Хоуленд — тощий Санта-Клаус (в титрах не указан)

## Создатели фильма и исполнители главных ролей
Как отметила историк кино Андреа Пассафиуме, режиссёр фильма Гордон Дуглас «начал работать в кино в 1930-е годы под началом легендарного Хэла Роуча в качестве постановщика короткометражных фильмов из серии „Наша банда“ (англ. Our Gang). Постепенно он проложил свой путь к полнометражным художественным фильмам в Голливуде». Он, в частности, поставил фильм нуар «Распрощайся с завтрашним днём» (1950) и классический фантастический хоррор «Они!» (1954), а позднее был режиссёром криминальных триллеров «Детектив» (1968) и «Меня зовут мистер Тиббс!» (1970).
Как далее пишет Пассафиуме, у второго режиссёра Генри Левина также была длинная и разнообразная карьера в ходе которой он поставил фильмы нуар «Ночной редактор» (1946), «Приговорённый» (1950) и «Родственные души» (1951), а позднее такие картины, как приключенческая лента «Путешествие к центру Земли» (1959), романтическая комедия «Там, где ребята» (1960) и биографический фильм-сказка «Чудесный мир братьев Гримм» (1962).
Фильм собрал сильный актёрский состав. Так, Гленн Форд известен по главным ролям в классических фильмах нуар «Гильда» (1946) и «Сильная жара» (1953), драме «Школьные джунгли» (1955) и вестерну «В 3:10 на Юму» (1957). Он также сыграл в фильмах нуар «Подставленный» (1947), «Осуждённый» (1950), «Человеческое желание» (1954), «Выкуп» (1956) и других.
Эвелин Кейс известна по главным женским ролям в фильмах нуар «Лицо под маской» (1941), «Джонни О’Клок» (1947), «Убийца, запугавший Нью-Йорк» (1950), «Вор» (1951), «Ривер-стрит, 99» (1953).
Джон Айрленд номинировался на «Оскар» за роль второго плана в политической нуаровой драме
«Вся королевская рать» (1949). В общей сложности он сыграл в 17 фильмах нуар, среди которых «Повторное представление» (1947), «Подставили!» (1947), «Грязная сделка» (1948), «Груз в Кейптаун» (1950), «Шарф» (1951) и «Девушка с вечеринки» (1958).

## Оценка фильма критикой

### Общая оценка фильма
Современный киновед Брюс Эдер назвал фильм «странной, причудливой и в конечном итоге жестокой историей в духе Дэймона Раниона». По мнению Пассафиуме, фильм представляет собой «захватывающую смесь классического фильма нуар с приятной романтической комедией, которые сдобрены щедрой порцией праздничного настроения и чёрточками Дэймона Раниона. Этот быстрый увлекательный жанровый гибрид имеет ещё интересную особенность — его делал не один, а два режиссёра». Леонард Молтин назвал фильм «несерьёзной историей о бывшем военнослужащем и его отношениях с социальным работником и гангстерами, управляющими ночным клубом».
Историк кино Джейми Рич написал о фильме: «Это согревающий сердце криминальный фильм, действие которого начинается в канун Рождества и охватывает рождественский день, и в нём много семейного юмора и искупительных тем, что делает его отличным рождественским развлечением». Как далее пишет критик, «оба режиссёра хорошо сочетают стили и тональности, смешивая нуаровые переулки с более близкими семейным ценностям условиями коммунального центра. И этот баланс никогда излишне не склоняется ни в ту, ни в другую сторону. Сцены в реабилитационном центре ярко освещены, создавая хорошее настроение, а более опасный материал ввергнут в увлекательные тени». По словам Рича, «вместе с тем следует отметить, что преступление не кажется слишком страшным, а моменты, создающие приятное настроение, слишком сентиментальными. Лишь краткий рывок насилия мог бы заставить кого-то поёжиться, но скорее от мысли „сейчас будет больно“, чем от того, чтобы реально прятать глаза от кровавой бани». В итоге получилась «добрая смесь хорошего семейного развлечения и рассказа о преступлениях, которые могли бы быть и хуже».

### Оценка актёрской игры
По словам Пассафиуме, «поклонники Гленна Форда получат удовольствие от его трогательной игры в роли Джо Миракла в этом неспетом и редко показываемом рождественском бриллианте. Он и прекрасная исполнительница главной роли Эвелин Кейс образуют отличную пару и легко справляются как с аспектами драмы, так и романтической комедии в этом фильме».
Рич отмечает, что «Форд часто бывает холоден как рыба, но в роли Джо он симпатичен и даже очарователен. Актёр похоже получает удовольствие, возясь с детьми и подростками. Кейс же даёт строгую игру в роли напряжённого благодетеля, что даёт нашему крутому парню много возможностей для игры». Как пишет критик, «так и хочется пожелать им быть вместе, а также пожелать Джо довести до конца своё ограбление. Его Мистер Простак проходит по тонкой линии между антигероем и подлинным хорошим парнем, и часть наслаждения заключена в угадывании того, по какую сторону он в действительности находится».